# Língua de Sinais Tibetana
A Língua de Sinais Tibetana (em Portugal: Língua Gestual Tibetana) é a língua de sinais (pt: língua gestual) usada pela comunidade surda no Tibete.